# Lichtenhagen (Rostock)
Lichtenhagen – dzielnica miasta Rostock w Niemczech, w kraju związkowym Meklemburgia-Pomorze Przednie. 